# سذاباوات
السذاباوات (الاسم العلمي: Rutoideae) هي أسرة من النباتات تتبع الفصيلة السذابية من رتبة الصابونيات.

## التصنيف
- السذاب
- الجبورندي
- الحيمرون
- البورونية
- الديوسماوية
  - البوشو
- الفاغراوية
  - الفاغرة

- Asterolasia, Boenninghausenia, Choisya, Correa, دريدار, Eriostemon Esenbeckia, Lunasia, Melicope, Phebalium